# Cobitis tanaitica
Cobitis tanaitica és una espècie de peix de la família dels cobítids i de l'ordre dels cipriniformes.

## Morfologia
- Els mascles poden assolir 6 cm de llargària total i les femelles 9,5.[5]

## Reproducció
És ovípar.

## Hàbitat
Viu en zones de clima temperat.

## Distribució geogràfica
Es troba a Ucraïna i a la conca nord-occidental de la mar Negra (entre els rius Danubi i Kuban).